# Annasoltan Kekilova
Annasoltan Seidovna Kekilova (Asgabate, 1942 - 19 de junho de 1983) foi uma poetisa e dissidente da era soviética do Turquemenistão.

## Biografia
Nascida no bairro Keshi de Asgabate, Kekilova era filha de Ogulsakhat Seidova e teve um filho. Ela publicou vários livros e músicas durante sua carreira. Sua poesia tratava de muitos dos assuntos típicos da escrita soviética, como o Partido Comunista, o país e seu povo. Segundo sua mãe, três volumes de seu verso foram impressos e ela teve trabalhos publicados em jornais, tanto na RSS do Turcomenistão quanto em Moscou. Ela era parente dos escritores Aman e Shali Kekilov.
No inverno e na primavera de 1971, Kekilova escreveu para o 24.º Congresso do Partido Comunista da União Soviética e para o Comitê Central do Partido Comunista da União Soviética queixando-se das condições do Turquemenistão. Seu relatório tinha 56 páginas e foi acompanhado por um álbum ilustrado. Entre seu conteúdo, havia uma exigência de que as mulheres do Turquemenistão recebessem mais direitos.
O partido recusou-se a agir de acordo com suas queixas, ordenando que seu último volume de versos fosse interrompido antes da publicação, e ela foi forçada a deixar seu emprego, apesar de ser o único apoio para sua mãe e filho. Ela foi a Moscou em busca de assistência, mas não a encontrou; entrou em contato com a Embaixada Britânica em busca de asilo, mas também não recebeu resposta.
Frustrada, renunciou à cidadania soviética e se preparou para iniciar o processo de emigração. Em 26 de agosto de 1971, uma ambulância parou em sua casa em Keshi e ela foi removida à força para um hospital psiquiátrico. Sua mãe pediu que ela fosse libertada, um pedido que vazou para a imprensa ocidental. Não adiantou. Kekilova recusou-se a retratar seu relatório  e morreu na clínica aos 41 anos de idade após tratamento médico forçado.
Ela continuou a escrever sob custódia, passando os manuscritos para a mãe e a irmã quando a visitavam. Sua irmã os enviou para Moscou, mas as cartas desapareceram no caminho. Mais tarde, grande parte de seu trabalho foi destruído em um incêndio na casa. Alguns dos que permaneceram foram publicados em 2015, como parte de uma coleção da obra de escritores do Turquemenistão.